# Представництво МЗС України у Львові

Представництво Міністерства закордонних справ України у Львові (з 2002) — у межах своєї компетенції та консульського округу Львова Представництво співпрацює з іноземними дипломатичними та консульськими установами з метою розвитку дружніх відносин України з іноземними державами, розширення економічних, науково-технічних, гуманітарних, культурних, спортивних зв'язків і туризму, сприяє іноземним консульським установам у виконанні ними функцій захисту прав та законних інтересів іноземних громадян, здійснення інспекцій щодо суден, літаків та їх екіпажів, здійснення інших функцій. Представництво взаємодіє з органами державного управління України в межах консульського округу, а також із підрозділами МЗС та закордонними консульськими установами в межах, визначених Консульським статутом, Положенням про МЗС України та Положенням про Представництво МЗС України. У своїй роботі Представництво керується Віденською конвенцією про консульські зносини 1963 року, Консульським статутом України, чинними міжнародними договорами, чинним законодавством України, наказами, інструкціями МЗС України, Положенням про МЗС України та Положенням про Представництво МЗС України.

## Представництво Міністерства закордонних справ України у м. Львів

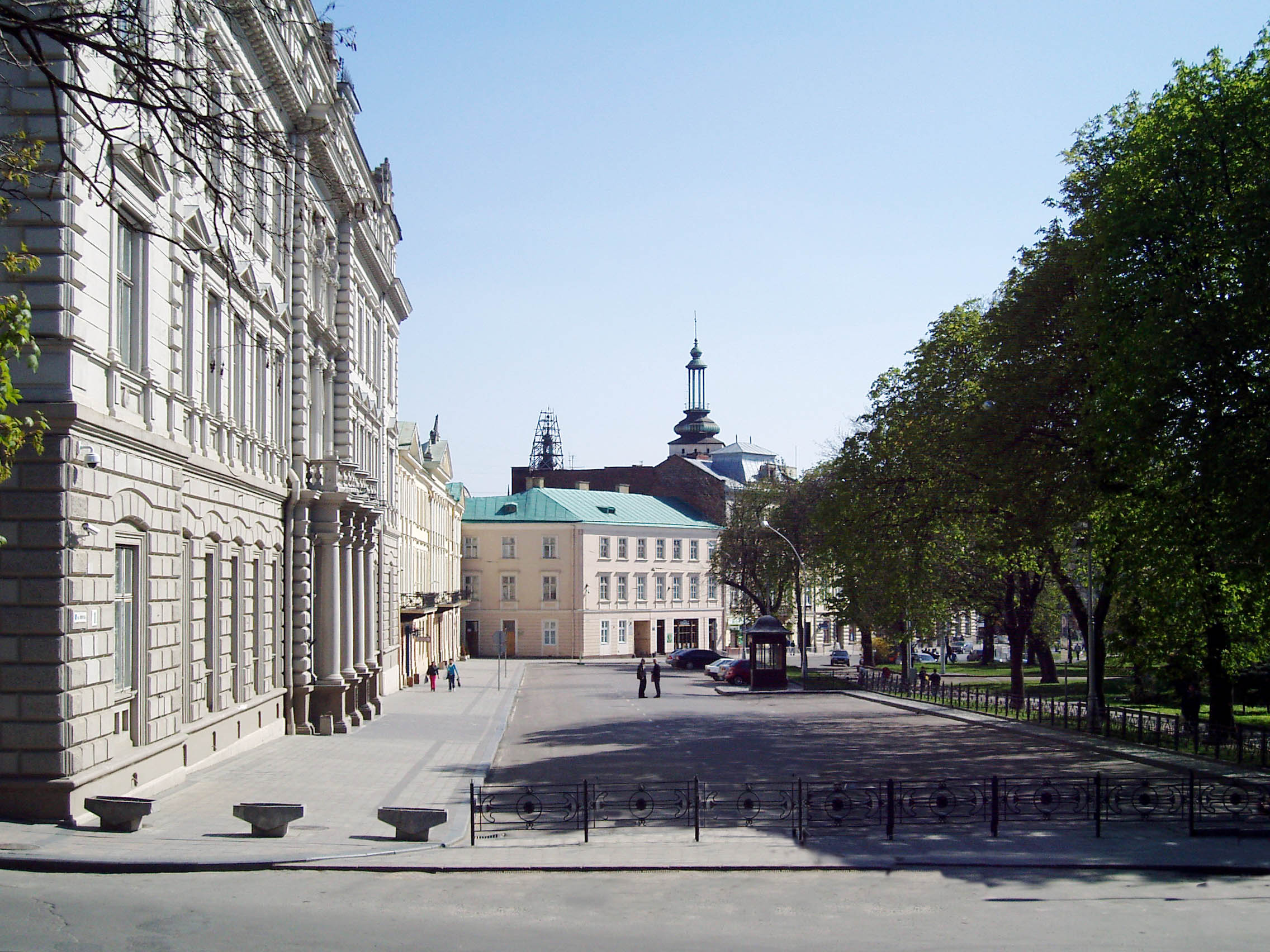
Будинок № 18 по вулиці Вінниченка

- вул. Винниченка, 18, каб. 118, 119, 120, 121, м.Львів, 79008, Україна

## Представники МЗС України у Львові
- Войнаровський В'ячеслав Анатолійович (2002-2005)
- Караченцев Володимир Миколайович
- Довганюк Ігор Дмитрович
- Войнаровський В'ячеслав Анатолійович (2009 - 2020)
- Грушко Андрій Ігорович (з листопада 2021)

## Консульства у консульському окрузі Львова
| Країна     | Консульство                                             | Адреса                                      |
| ---------- | ------------------------------------------------------- | ------------------------------------------- |
| Польща     | Генеральне консульство Республіки Польща у Львові       | вул. І.Франка, 108, м.Львів, 79011          |
| Чехія      | Генеральне консульство Чехії у Львові                   | вул. Антоновича, 130а, м.Львів, 79057       |
| Польща     | Генеральне консульство Республіки Польща у Луцьку       | вул. Дубнівська 22Б, м.Луцьк, 43010         |
| Словаччина | Генеральне консульство Словацької Республіки в Ужгороді | вул. Локоти, 4, м.Ужгород, 89400            |
| Угорщина   | Генеральне консульство Угорської Республіки в Ужгороді  | вул. Православна наб., 12, м.Ужгород, 88000 |
| Румунія    | Генеральне консульство Румунії у Чернівцях              | вул. Шкільна, 16, м.Чернівці, 58000         |
| Угорщина   | Консульство Угорської Республіки в Берегово             | вул. Б.Хмельницького, 53, м.Берегово, 90200 |

| Країна     | Консульство                                                    | Адреса                                              |
| ---------- | -------------------------------------------------------------- | --------------------------------------------------- |
| Австрія    | Почесне консульство Австрійської Республіки у Львові           | просп. Шевченка, 26, м. Львів                       |
| Бельгія    | Почесне консульство Королівства Бельгії у Львові               | вул. І.Франка, 14, Львів                            |
| Білорусь   | Почесне консульство Республіки Білорусь у Львові               | вул. Героїв УПА, 78, м. Львів                       |
| Болгарія   | Почесне консульство Республіки Болгарія у Львові               | вул. Крушельницької, 2, м. Львів                    |
| Бразилія   | Почесне консульство Федеративної Республіки Бразилія у Львові  | вул. Княгині Ольги 116. м. Львів                    |
| Казахстан  | Почесне консульство Республіки Казахстан у Львові              | вул. Замкнена, 3/1, м. Львів                        |
| Канада     | Почесне консульство Канади у Львові                            | вул. Богомольця 2/4, м. Львів                       |
| Латвія     | Почесне консульство Латвійської Республіки у Львові            | пр. В.Чорновола, 57, м. Львів                       |
| Литва      | Почесне консульство Литовської Республіки у Львові             | вул. Героїв УПА, 72, м. Львів                       |
| Мексика    | Почесне консульство Мексиканських Сполучених Штатів у Львові   | вул. Богомольця 15/1, м. Львів                      |
| Нідерланди | Почесне консульство Королівства Нідерландів у Львові           | вул. Сахарова, 42, м. Львів                         |
| Німеччина  | Почесне консульство Федеративної Республіки Німеччина у Львові | вул. Винниченка, 6, м. Львів                        |
| Угорщина   | Почесне консульство Угорської Республіки у Львові              | вул. Княгині Ольги 116, готель «Супутник», м. Львів |
| Франція    | Консульське агентство Французької Республіки у Львові          | вул. Чайковського, 20, м.Львів                      |
| Литва      | Почесне консульство Литовської Республіки в Ужгороді           | вул. Собранецька, 104, м.Ужгород                    |
| Словаччина | Почесне консульство Словацької Республіки у Великому Березному | вул. Шевченка, 29, смт.Великий Березний             |

## Консульства у Львові до 1991 року
- Консульство Венеційської Республіки (кінець XVI-початок XVII ст.)[2]
- Консульство Прусії в Бродах (1816—1828)
- Консульство Російської Імперії в Бродах (1827—1893)
- Консульство Російської Імперії у Львів (1893—1914)
- Генеральне консульство СРСР у Львові (1927—1939)
- Консульство Німеччини (1896—1918)
- Консульство Німеччини (15.04.1939 — 01.09.1939)
- Консульство Франції (1902—1914)
- Консульство Франції (1921—1939)
- Консульство Італії (1903—1909)
- Консульство Італії (1939—1939)
- Консульство Великої Британії (1905—1914)
- Консульство Данії (1908—1914)
- Консульство Данії (1918—1939)
- Консульство Бельгії (1912—1918)
- Консульство Бельгії (1921—1939)
- Консульство Нідерландів (1907—1939)
- Консульство Аргентини (1913—1915)
- Почесне віце — консульство Бразилії (1921—1930)
- Консульство Румунії (1921)
- Консульство Чехословаччини (1921—1928)
- Консульство Чехословаччини (1928—1934)
- Консульство Чехословаччини (1934—1937)
- Консульство Австрії (1922—1938)
- Консульство Угорщини (1926—1940)
- Почесне консульство Фінляндії (1928—1939)
- Консульство Латвії (1929—1939)
- Консульство Естонії (1930—1939)
- Консульство Іспанії (1932—1939)
- Консульство Перу (1933—1936)
- Консульство Югославії (1934—1939)
- Консульство Японії (1939)
- Консульське агентство Республіки Польща (1987—1994)